# Ivan Almeida
Ivan Freitas Almeida (Praia, 10 de mayo de 1989) es un jugador de baloncesto caboverdiano con pasaporte portugués que actualmente pertenece a la plantilla del Kriol Star de Cabo Verde. Con 1,98 metros de altura puede jugar tanto en la posición de escolta como en la de alero. Es internacional absoluto con Cabo Verde y considerado uno de sus mejores jugadores. Es hermano del también baloncestista Joel Almeida.

## Trayectoria deportiva

### Inicios
Empezó a jugar a baloncesto con 11 años en el AmiBasket de Cabo Verde. Se graduó con 17 años en la Escola Secundaria Polivalente Cesaltina Ramos de Cabo Verde, antes de irse a Portugal para jugar en las filas del Ovarense Basquetebol, en sus equipos Sub-18 y de la CNB1 (tercera división portuguesa) durante la temporada 2006-2007. Con el equipo Sub-18 fue campeón regional de Portugal.

### Universidad
Tras esta temporada en Portugal, en octubre de 2007 se trasladó junto con su hermano Joel a Estados Unidos, para jugar en el Mohawk Valley Community College (2007-2008), situado en Utica, Condado de Oneida, Nueva York, perteneciente a la División III de la JUCO. No pudo empezar la temporada por una lesión en el pie, pero tras volver dos meses después de la operación, realizó una buena temporada.
En el verano de 2008 jugó con los Seven Stars caboverdianos, ganando el Campeonato Regional Santiago-Sur y el Torneo Internacional organizado por los Seven Stars, donde fue elegido MVP.
En 2008 se unió a la universidad de Stonehill College, situada en Easton, Massachusetts, perteneciente a la División II de la NCAA, y donde estuvo hasta 2011. Su primer año (2008-2009) lo pasó en blanco ya que era red-shirt, jugando después sólo dos años más porque la NCAA II adelantó un año su elegibilidad.
En el verano de 2009 volvió a jugar con los Seven Stars caboverdianos, ganando la División I de Baloncesto de Cabo Verde y el Campeonato Regional Santiago-Sur Sub-20.
En la siguiente temporada (2009-2010), donde ya pudo jugar con los Skyhawks de Stonehill College, disputó 30 partidos (todos como titular) con un promedio de 8,6 puntos (38, % en tiros de campo) y 4,6 rebotes en 22,6 min de media, proclamándose campeón de la Northeast-10 Conference.
En el verano de 2010 jugó otra vez en Cabo Verde, esta vez en las filas del Bairro Craveiro Lopes, donde fue elegido MVP de la División I de Baloncesto de Cabo Verde.
En su tercera y última temporada con los Skyhawks (2010-2011), fue el máximo anotador del equipo. Jugó 28 partidos (todos como titular) con un promedio de 13,1 puntos (46,2 % en tiros de campo), 5,9 rebotes, 1,1 asistencias, 1,2 robos y 1,3 tapones en 26 min de media. Ganó la Northeast-10 Conference por segunda vez y fue seleccionado en el segundo mejor quinteto de la Northeast-10 Conference. Quedó el 24º en puntos por partido y el 6º en tapones por partido de la Northeast-10 Conference.
Jugó otra vez para el Bairro Craveiro Lopes caboverdiano en el verano de 2011, siendo elegido por segunda vez MVP de la División I de Baloncesto de Cabo Verde. También fue elegido Mejor Baloncestista Caboverdiano de la temporada 2010-2011.
Disputó un total de 58 partidos (todos como titular) en las dos temporadas que jugó para los Skyhawks de Stonehill College, promediando 10,8 puntos, 5,2 rebotes, 1,2 asistencias, 1 robo de balón y 1,2 tapones en 24,3 min de media.

### Profesional
El 5 de enero de 2012, firmó su primer contrato como profesional con el Sampaense Basket portugués, siendo el acuerdo hasta final de temporada.
Disputó un total de 11 partidos con el cuadro de Coímbra, promediando 13,2 puntos (41,7 % en triples), 4,4 rebotes, 1,3 asistencias y 1,9 robos en 27,4 min de media.
En el verano de 2012 se fue a Cabo Verde para jugar por tercera vez en las filas del Bairro Craveiro Lopes, donde ganó la División I de Baloncesto de Cabo Verde por segunda vez.
En octubre de 2012 se incorporó al Vitória SC portugués, con el que ganó la Copa de Portugal y fue elegido MVP de la final. También fue nombrado Alero del Año y seleccionado en el segundo mejor quinteto de la Liga Portuguesa de Basquetebol, así como en el mejor quinteto de jugadores nacionales. Finalizó la temporada como segundo máximo anotador de la liga y se destacó en varias categorías estadísticas.
Disputó un total de 25 partidos con el cuadro de Guimarães, promediando 18,6 puntos (39 % en triples), 9,6 rebotes, 2,7 asistencias, 2,2 robos y 1,2 tapones en 34,4 min de media. Finalizó la temporada en la Liga Portuguesa de Basquetebol como el 2º máximo anotador, 4º máximo reboteador, 3º en robos y 4º en tapones.
Jugó por cuarta vez en el equipo caboverdiano Bairro Craveiro Lopes durante el verano de 2013, ganando la División I de Baloncesto de Cabo Verde por tercera vez.
Tras esa magnífica temporada en Portugal, fichó para la temporada 2013-2014 por el Lille MBC de la Pro B, la segunda división francesa. Disputó 43 partidos de liga con el conjunto francés, promediando 15,7 puntos, 6 rebotes, 2 asistencias y 1,7 robos de balón en 26,7 min de media. Finalizó la temporada en la Pro B como el 8º máximo anotador y el 3º en robos.
El Lille MBC le renovó para la temporada 2014-2015. Disputó 32 partidos de liga y 4 de la Disneyland Paris Leaders Cup Pro B con el conjunto francés, promediando en liga 18 puntos (36,6 % en triples), 5,7 rebotes, 2,7 asistencias y 2 robos de balón en 31,8 min de media, mientras que en la Disneyland Paris Leaders Cup Pro B promedió 14 puntos, 6,8 rebotes, 3 asistencias y 2 robos de balón en 34 min de media. Finalizó la temporada como el máximo anotador de la Pro B y el 2º en robos.
Sin moverse de Francia, fichó para la temporada 2015-2016 por el Chorale Roanne Basket, de la Pro B también.
Durante la temporada 2019-20 firmaría por el ČEZ Nymburk de la República Checa en el que jugaría hasta noviembre de 2019.
En diciembre de 2019 llega a Portugal para jugar en las filas del Galitos Barreiro Tley en el que jugaría dos encuentros.
En enero de 2020 firma por el Universo Treviso Basket de la Lega Basket Serie A, en el que jugaría otros dos encuentros hasta el parón de la liga por el coronavirus.
En mayo de 2020, firma por el Ironi Nahariya de la Ligat Winner.
En verano de 2020, firma por el Anwil Włocławek de la Polska Liga Koszykówki.
En la temporada 2022-23, firma por el Benfica de la Liga Portuguesa de Basquetebol.

## Selección nacional
En 2005 disputó con la selección Sub-16 de Cabo Verde los Juegos de la CPLP, celebrados en Luanda, Angola.
Es internacional absoluto con la selección de baloncesto de Cabo Verde desde 2006, cuando disputó los Juegos de la Lusofonía de 2006, celebrados en Macao, China. Se colgó la medalla de bronce al derrotar a la selección anfitriona de Macao por 85-49 en el partido por el tercer puesto.
Volvió a ser convocado con la selección de baloncesto de Cabo Verde en 2009, en los Juegos de la Lusofonía de 2009 celebrados en Lisboa, Portugal y en el AfroBasket 2009, celebrado entre Bengasi y Trípoli, Libia.
En los Juegos de la Lusofonía de 2009 se colgó la medalla de plata tras perder en la final por 106-64 contra la selección de baloncesto de Angola. En el AfroBasket 2009 donde Cabo Verde finalizó en 13.ª posición, Almeida jugó 5 partidos con un promedio de 3,8 puntos y 3,2 rebotes en 8,8 min de media.
En el verano de 2010 disputó la fase de clasificación Zona 2 para el AfroBasket 2011, que se celebró en Antananarivo, Madagascar, pero la selección de baloncesto de Cabo Verde no logró clasificarse. Almeida fue elegido MVP del torneo, escogido en el mejor quinteto y fue el máximo anotador con 21 puntos por partido (126 puntos en 6 partidos).
En el verano de 2012 disputó la fase de clasificación Zona 2 para el AfroBasket 2013, que se celebró en Abiyán, Costa de Marfil, donde esta vez la selección de baloncesto de Cabo Verde sí logró clasificarse. Fue elegido MVP del torneo por segunda vez y volvió a ser el máximo anotador con 21,8 puntos por partido (131 puntos en 6 partidos). 
Es el primer y único caboverdiano en ser elegido dos veces consecutivas MVP y máximo anotador de la fase de clasificación para el AfroBasket.
Volvió a jugar con la selección de baloncesto de Cabo Verde en el AfroBasket 2015, celebrado en Radès, Túnez, donde Cabo Verde finalizó en 10.ª posición. Almeida jugó 5 partidos con un promedio de 13,4 puntos, 8,4 rebotes, 4,4 asistencias, 2,8 robos y 1,2 tapones en 29,4 min de media. Fue el 3º máximo anotador de su equipo, el 2º máximo reboteador y el máximo asistente. Quedó el 5º rebotes, el 4º en asistencias, el 5º en robos y el 8º en tapones en el AfroBasket 2015.
[actualizar]
Durante agosto y septiembre de 2023 fue integrante de la selección de Cabo Verde que participó en el Mundial de 2023 celebrado en Asia, y que finalizó en vigesimoctavo lugar.